# 짐 모이스
짐 모이스(James Moyes)는 과거 뉴질랜드 축구 국가대표팀 선수로 뛰었었던 뉴질랜드의 전직 축구 선수이다.
모이스는 1969년 7월 25일 뉴칼레도니아와 0-0으로 비긴 경기에서 뉴질랜드 축구 국가대표팀 데뷔전을 치렀고 총 6 경기를 뛰었다